# 希臘和丹麥的亞歷克西婭公主
亞歷克西婭（英語：Alexia，1965年7月10日—），生于克基拉島，希臘和丹麥公主。她父親是希臘末代國王、母親是丹麥公主。公主在1999年7月和西班牙建築師Carlos Morales Quintana在倫敦完婚，夫婦育有四名子女。